# Центральный военно-морской архив

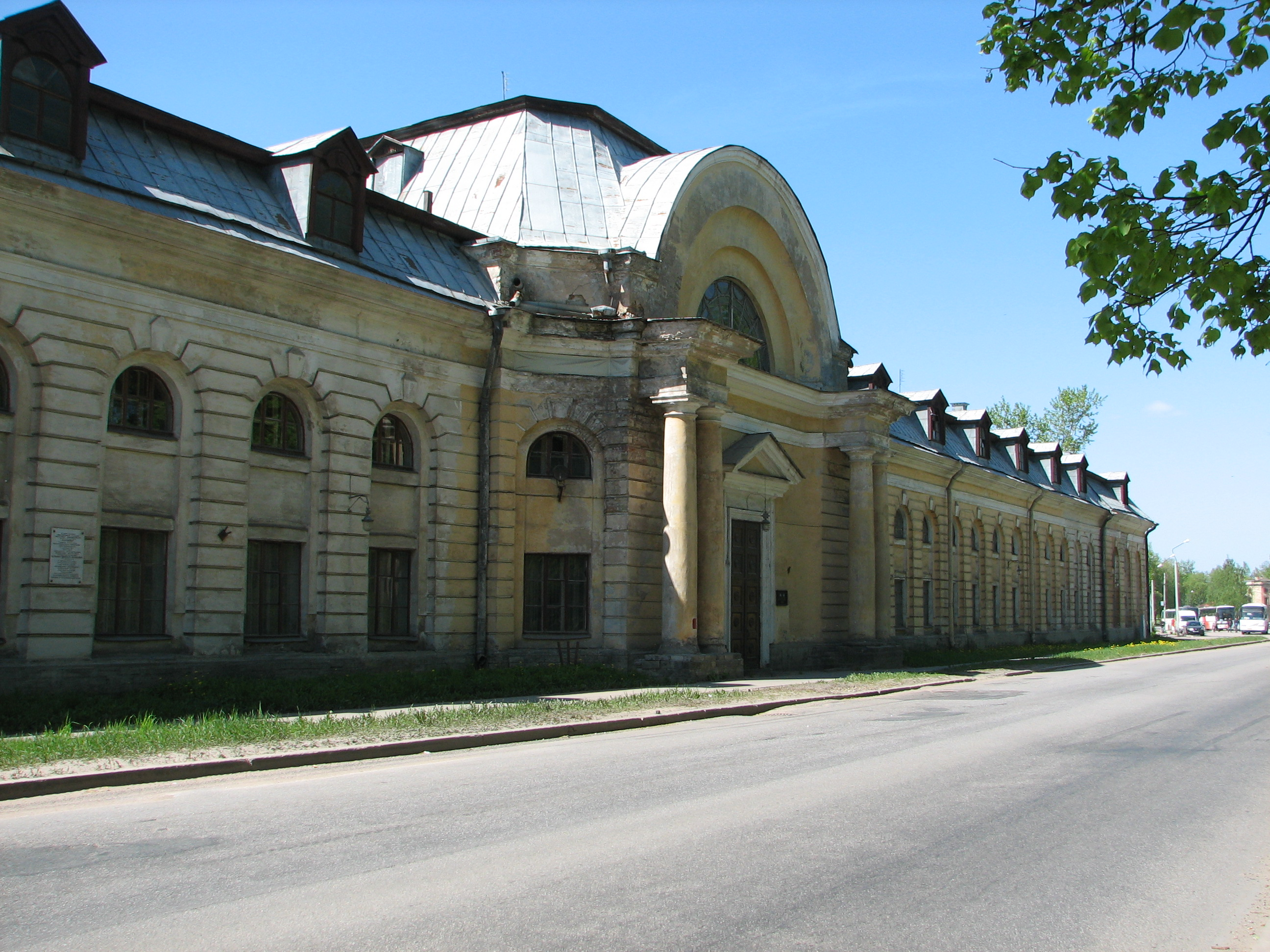
Здание Дворцовых конюшен, где ныне располагается архив

Центра́льный вое́нно-морско́й архи́в (ЦВМА) — российский ведомственный архив, филиал Центрального архива Министерства обороны Российской Федерации.
Является ведомственным архивным хранилищем документов военно-морского флота. На хранении в архиве находятся более двух миллионов документов, входящих в 6 тыс. фондов и охватывающих период с 1941 по 1993 год. Это один из крупнейших архивов России, содержащих документы Великой Отечественной войны.
Архив подчинен Главному штабу Военно-морского флота России (Минобороны России) на правах отдела.
Почтовый адрес: Красноармейский проспект, дом № 2, город Гатчина, Ленинградская область, Россия, 188300.

## История
Организован в 1938 году. Изначально находился в Москве, являлся архивным отделением Управления делами Наркомата военно-морского флота СССР. С 1940 по 1942 год был отделом архивов Управления делами, а с 1942 года — Центральным архивом Управления делами при Наркомате Военно-Морского Флота Союза ССР.
В 1945 году архив был переведен в Ленинград, переименован в Центральный архив Наркомата Военно-Морского Флота Союза ССР и стал отделом Главного морского штаба ВМФ Союза ССР. Со следующего, 1946, года архив несколько раз изменяет своё подчинение при изменении организации военного ведомства. С 1946 года по 1950 год подчиняется Наркомату (Министерству) вооруженных сил Союза ССР. В 1950 году получает современное название. С этого же года и по 1953 год подчиняется Военно-морскому министерству Союза ССР. С 1953 года подчиняется Министерству обороны Союза ССР.
В 1961 году переезжает в Гатчину, где и находится по настоящее время. Архив располагается в историческом здании — Дворцовых конюшнях.
Планировалось, что в 2021 году в здание Дворцовых конюшен переедет Правительство Ленинградской области, однако в июне 2023 года было объявлено, что этот переезд состоится через 3-4 года, в 2026 или 2027 году.

## Особенности
В настоящее время запрещён вход в Архив с любыми электронными устройствами, имеющими функции видеосъемки, диктофонной записи, соединения с сетью «Интернет» и иными сетями. Внос ноутбуков запрещён. Все телефоны, не соответствующие внутреннему списку (разрешена к примеру первая Нокия 3310), выключаются и сдаются в сейф архива под роспись. Разрешено делать выписки в тетрадь, выписки не цензурируются.
Реально на ноябрь 2023: ноутбуком пользоваться можно при условии подачи соответствующего заявления. Телефоны не сдаются, но их просят выключить. Фотографирование строго запрещено, сканирование документов выполняется бесплатно, но в крайне ограниченных объёмах.